# Torre di Belém
La torre di São Vicente o, più comunemente, torre di Belém (in portoghese: torre de Belém) è una torre fortificata del XVI secolo che si trova a Lisbona e serviva sia da sia fortezza e da punto di imbarco e sbarco per gli esploratori portoghesi e come porta cerimoniale per Lisbona. Questa torre simboleggia il potere marittimo e coloniale del Portogallo nell'Europa moderna. Fu costruita durante l'apice del Rinascimento portoghese ed è un importante esempio di stile manuelino portoghese, ma incorpora anche altri stili architettonici, come le torrette, che si ispirano all'architettura moresca.La struttura è stata costruita in pietra calcarea lioz ed è composta da un bastione e da una torre di quattro piani di 30 metri.
Dal 1983 la torre è Patrimonio dell'Umanità dell'UNESCO, insieme al Monastero dos Jerónimos. È spesso raffigurato come un simbolo per il ruolo avuto nell'Età delle scoperte in Europa, Cina e India. È stato affermato che la torre fu costruita nel mezzo del Tago e ora si trova vicino alla riva perché il fiume è stato deviato dopo il terremoto di Lisbona del 1755. In effetti, la torre è stata costruita su una piccola isola nel fiume Tago vicino alla costa di Lisbona.

## Storia
Nel tardo XV secolo, il re Giovanni II progettò un sistema di difesa per la foce del fiume Tago, con la costruzione della fortezza di Cascais e della fortezza di São Sebastião di Caparica sul lato sud del fiume. Questi forti però non coprivano completamente la foce del fiume e, servendo una maggior protezione, venne commissionata la costruzione di una torre che fungesse anche da porta cerimoniale di Lisbona. 
La costruzione della torre progettata da Giovanni II venne poi ultimata tra il 1515 e il 1521, sotto il regno di Manuele I, dall'architetto militare Francisco de Arruda e da Diogo Boitaca, che era anche il primo architetto del vicino monastero dos Jerónimos, e venne dedicata a San Vincenzo, il santo patrono di Lisbona.
La torre è composta da un bastione e da una torre di 4 piani alta 30 metri e, anche se incorpora accenni di altri stili architettonici, è un fulgido esempio dello stile manuelino portoghese.
Diverse guide sostengono che la torre fosse stata costruita in mezzo al Tago e che ora si trova vicino alla riva per effetto del terremoto del 1755 che avrebbe deviato il corso del fiume, ma tale ricostruzione non è confermata da fonti certe. 
Sia il ministero portoghese della cultura che l'Istituto del patrimonio architettonico affermano che in origine la torre fosse stata costruita su una piccola isola rocciosa vicino alla riva del Tago e, poiché il litorale si è progressivamente spostato verso sud nel corso degli anni, la torre è ormai quasi sulla riva del fiume.

## Galleria d'immagini

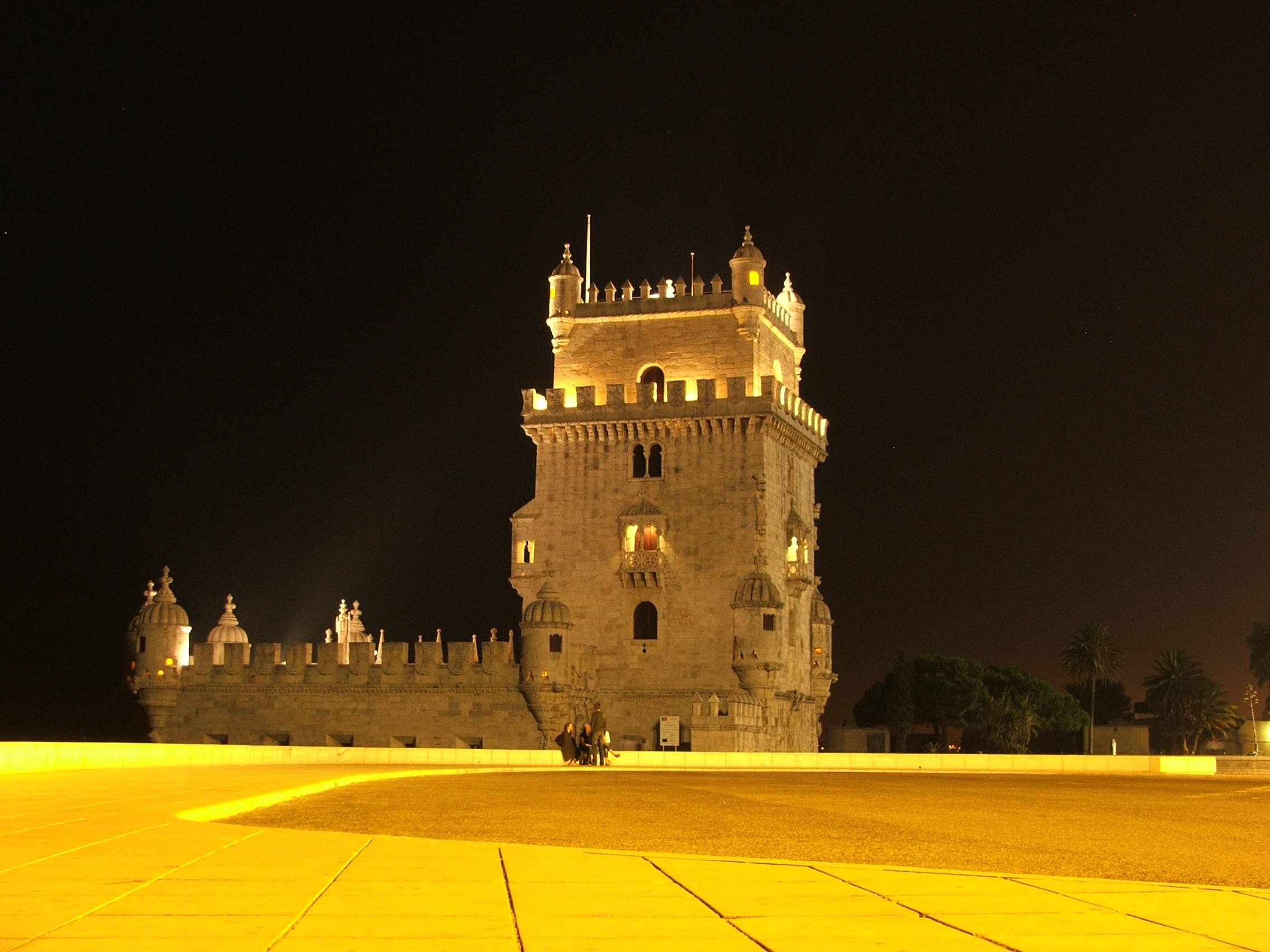
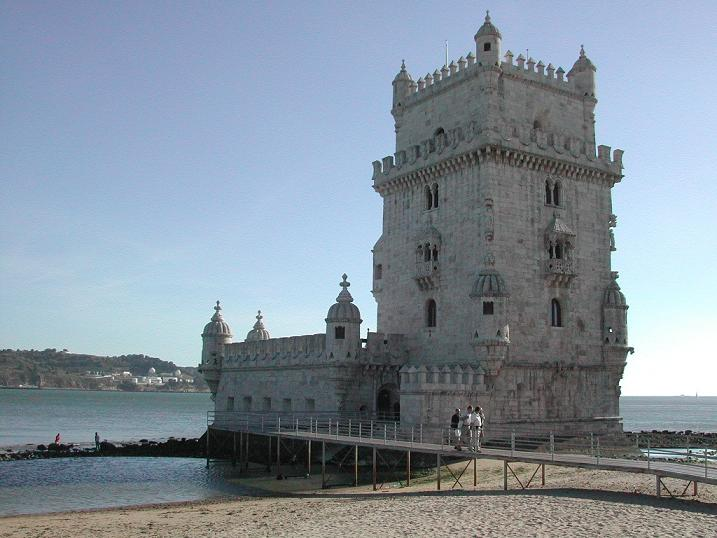
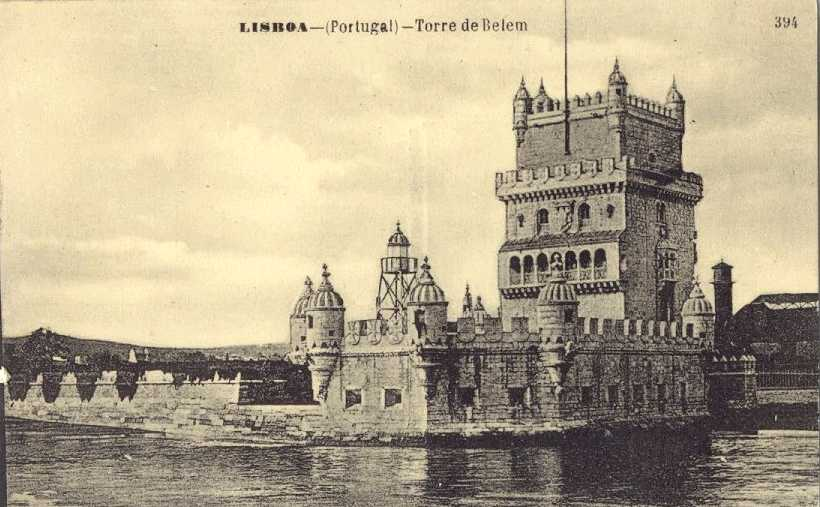
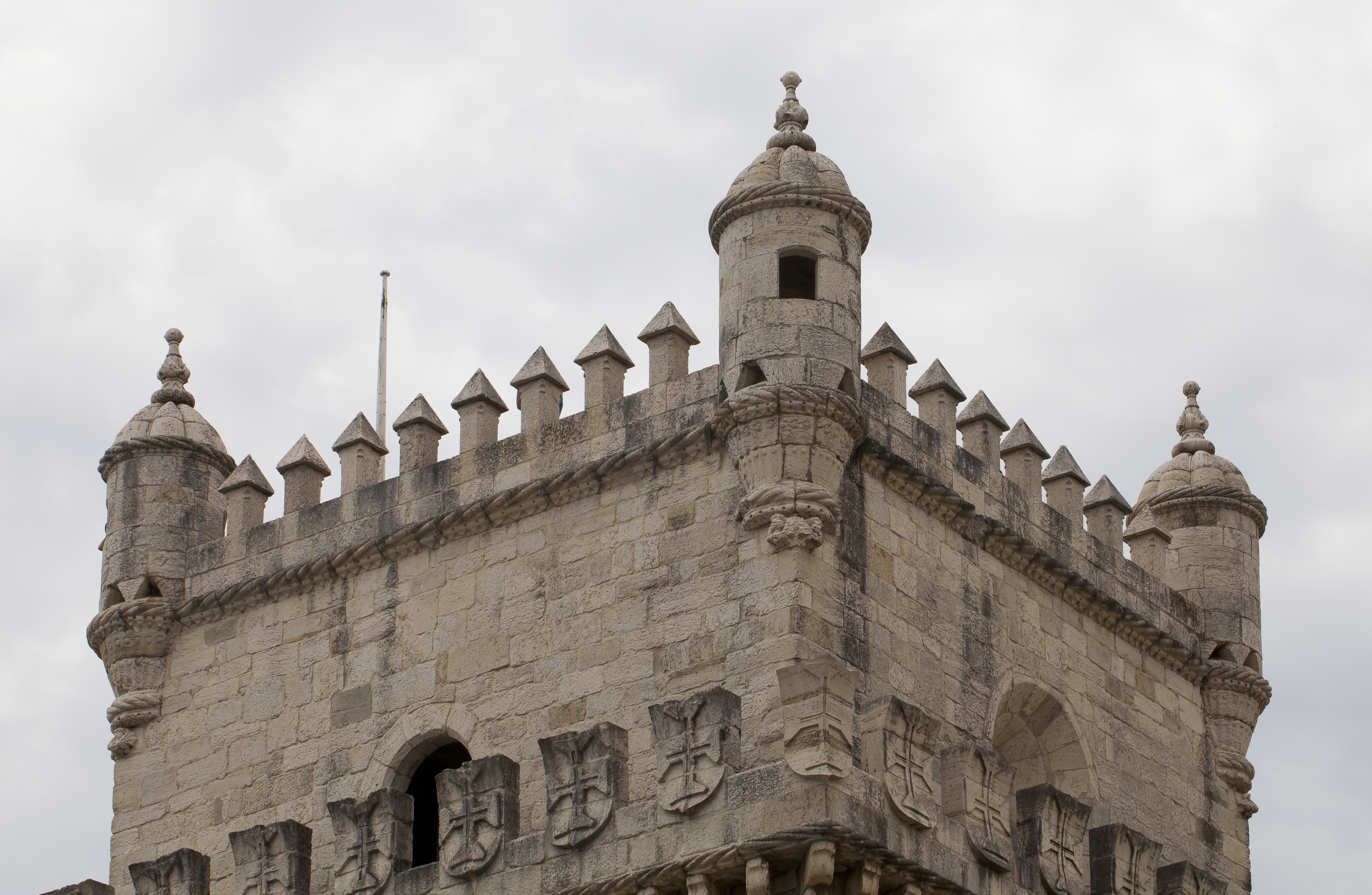
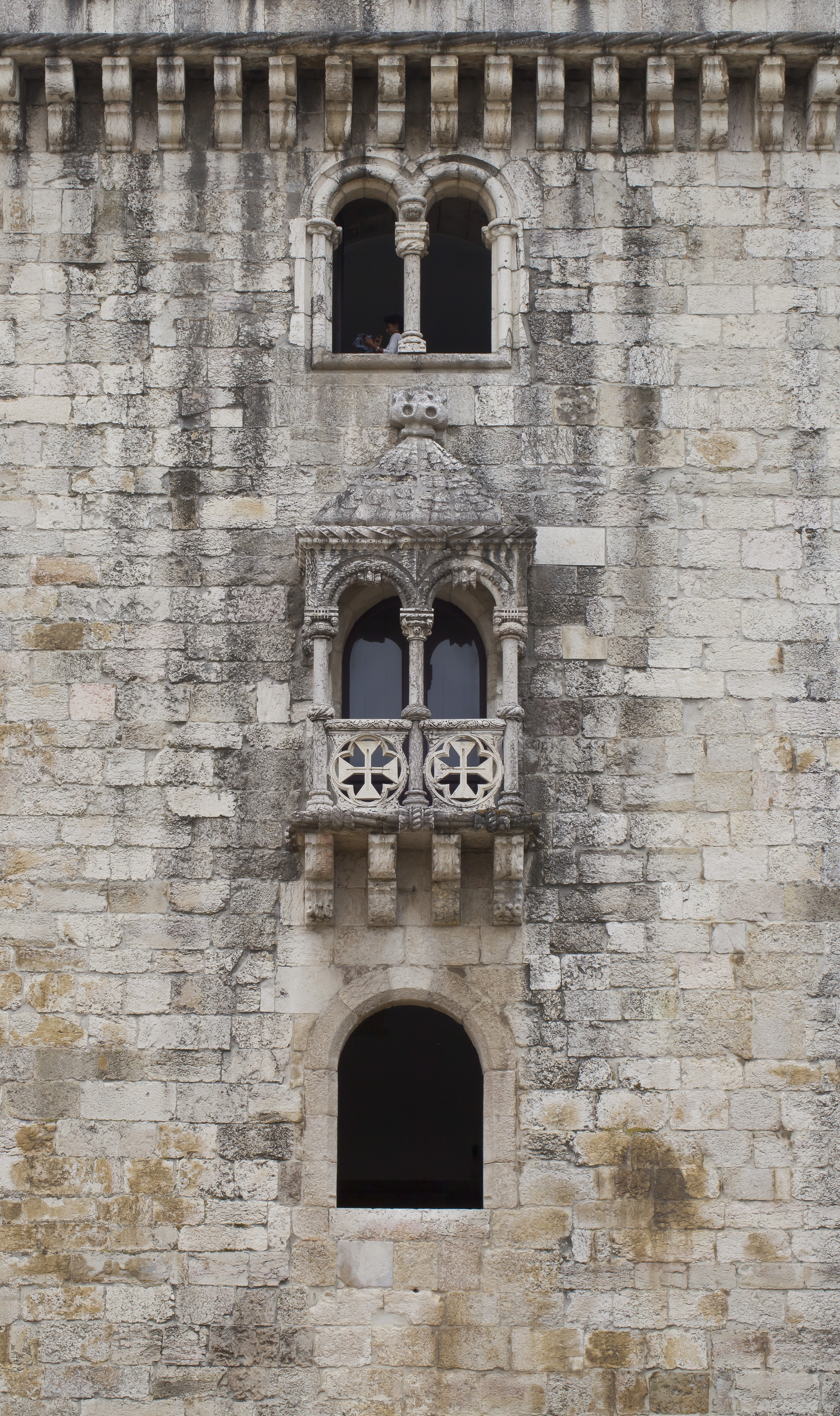
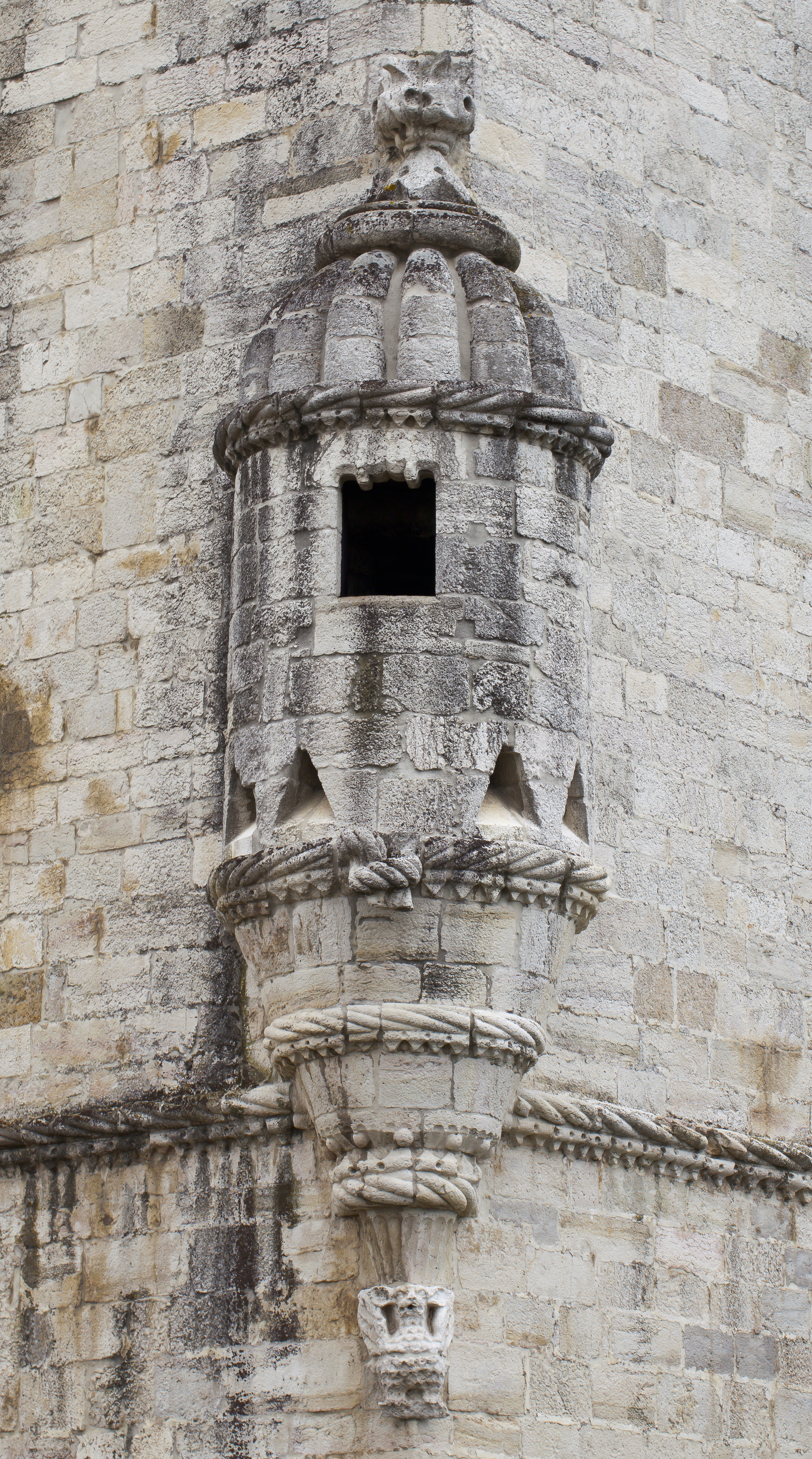
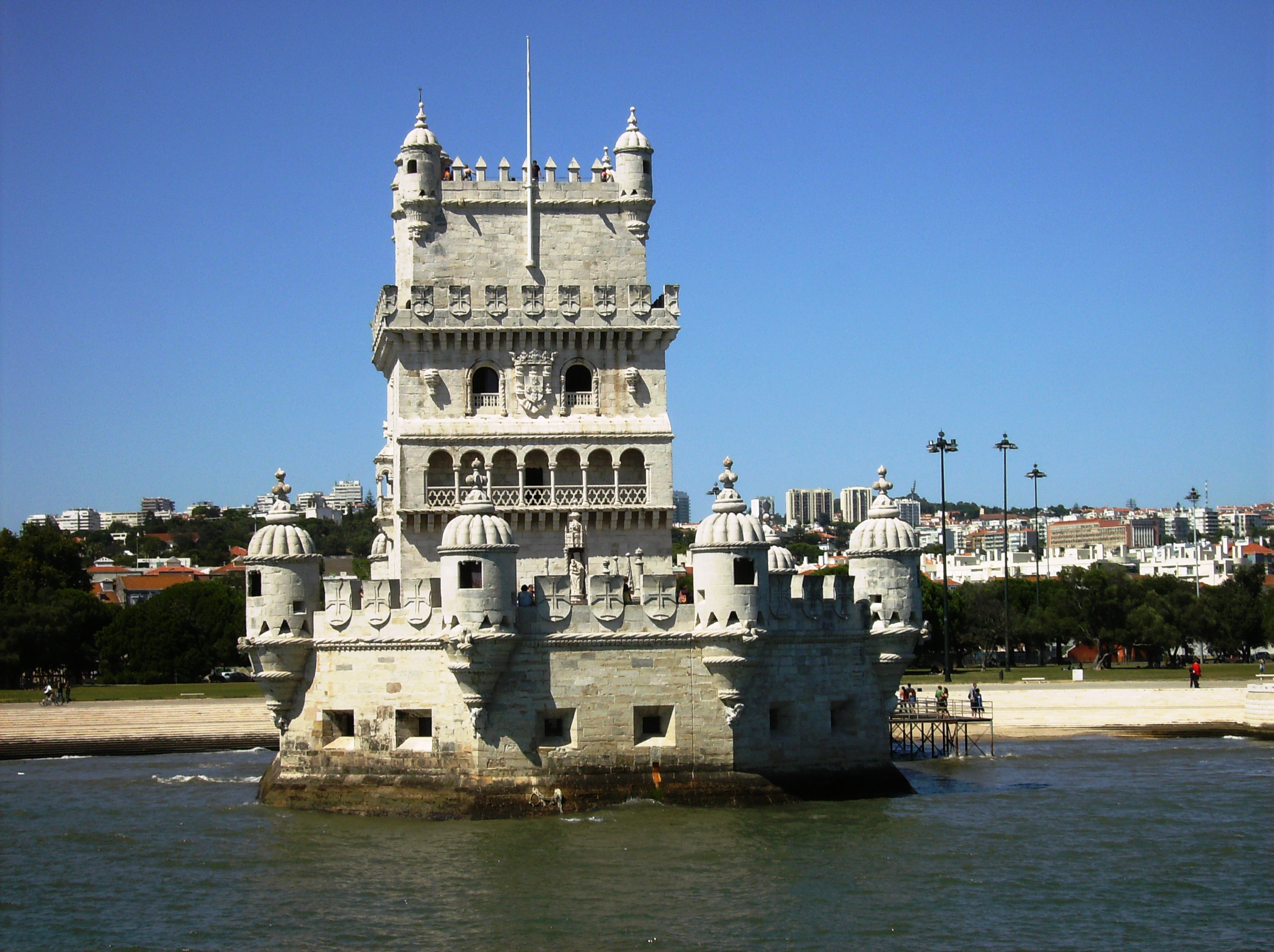